# Thibaut Vallette
Thibaut Vallette (Brest, 18 de enero de 1974) es un jinete francés que compite en la modalidad de concurso completo.
Participó en los Juegos Olímpicos de Río de Janeiro 2016, obteniendo una medalla de oro en la prueba por equipos (junto con Karim Laghouag, Mathieu Lemoine y Astier Nicolas). Ganó una medalla de bronce en el Campeonato Mundial de Concurso Completo de 2018 y dos medallas de bronce en el Campeonato Europeo de Concurso Completo de 2015.

## Palmarés internacional
| Juegos Olímpicos   | Juegos Olímpicos        | Juegos Olímpicos  | Juegos Olímpicos |
| Año                | Lugar                   | Medalla           | Categoría        |
| ------------------ | ----------------------- | ----------------- | ---------------- |
| 2016               | Río de Janeiro (Brasil) | Medalla de oro    | Por equipos      |
| Campeonato Mundial |                         |                   |                  |
| Año                | Lugar                   | Medalla           | Categoría        |
| 2018               | Tryon (Estados Unidos)  | Medalla de bronce | Por equipos      |
| Campeonato Europeo |                         |                   |                  |
| Año                | Lugar                   | Medalla           | Categoría        |
| 2015               | Blair (Reino Unido)     | Medalla de bronce | Individual       |
| 2015               | Blair (Reino Unido)     | Medalla de bronce | Por equipos      |